# Johann Friedrich Leonhard

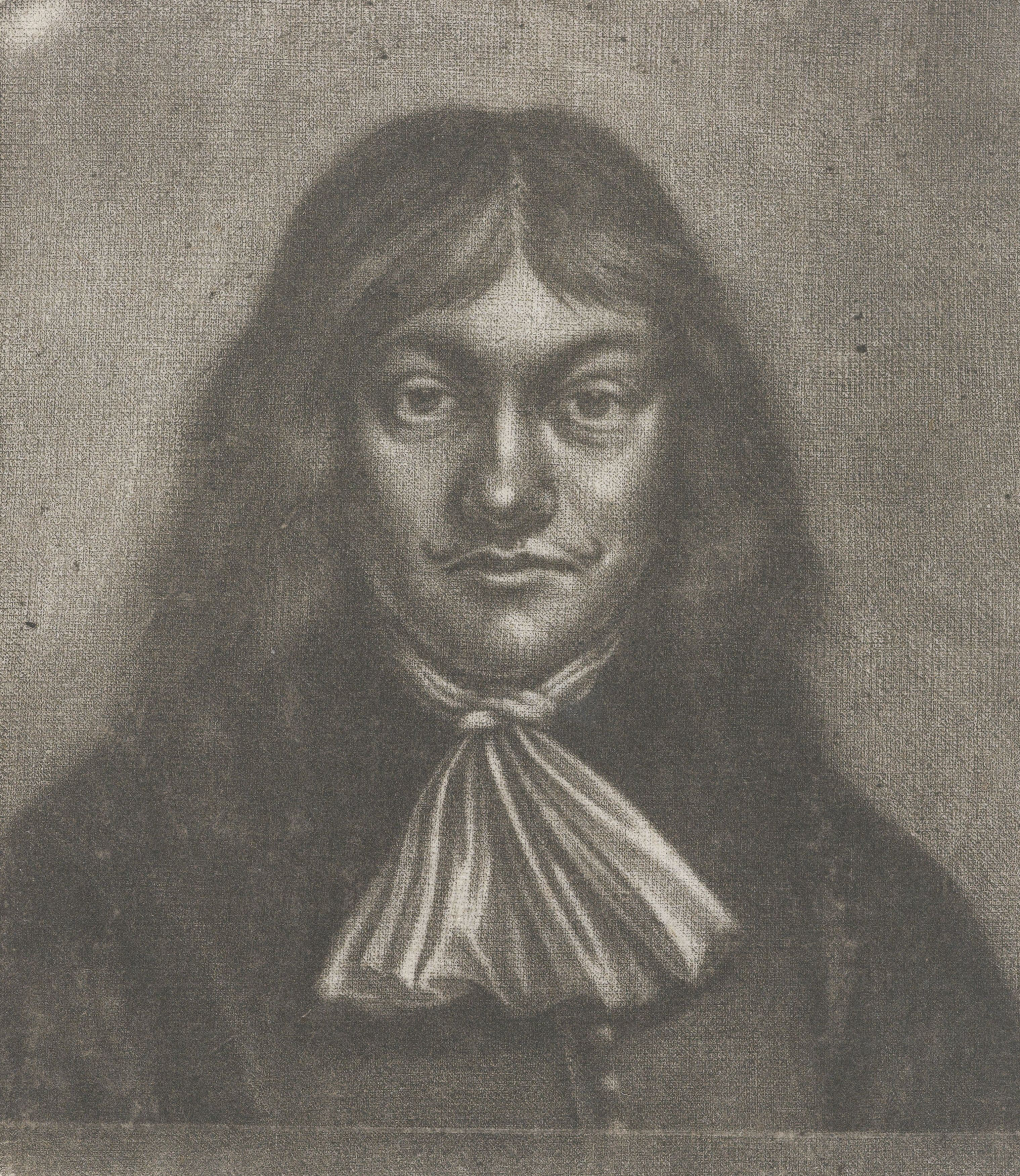
Johann Friedrich Leonard, Selbstporträt

Johann Friedrich Leonhard, auch Leonard, Leonart (* 1633 in Dünkirchen oder Neuensalz, Thüringen (?); † 1680 oder 1687 in Berlin oder Nürnberg) war ein niederländischer Kupferstecher und Schabkünstler.
Während das Nürnberger Künstlerlexikon Neuensalz, das angeblich in Thüringen liege, als Leonhards Geburtsort angibt, sei dieser nach CERL Thesaurus, der Deutschen Biographie und dem Katalog der Deutschen Nationalbibliothek Dünkirchen an der heutigen belgisch-französischen Grenze gewesen. Auch beim Sterbeort, der ansonsten als in Nürnberg behauptet wird, weicht das Künstlerlexikon ab und nennt Berlin. Was das Todesjahr angeht, gibt es ohnehin zwei verschiedene Quellen, die von den meisten verschiedenen biographischen Nachschlagewerken über ihn zitiert werden.
Sein Vater Johann Leonhard war fürstlich sächsisch-Altenburgischer Salzschreiber. In Brüssel ließ er sich zum Holzschneider ausbilden und kam um 1660 nach Nürnberg. Am 19. Februar 1672 bereits wurde ihm das Nürnberger Bürgerrecht zugesagt. Am 1. Juli gleichenjahres heiratete er Margareta Sofia, Tochter des Messingbrenners Hans Dieg. Am 7. März 1673 erhielt er tatsächlich das Nürnberger Bürgerrecht und ließ sich zum Radierer bzw. Kupferstecher ausbilden. Er zeichnete gut 170 Kupferstiche Nürnberger Bürger, wovon er die Vorlagen auch meist selbst gezeichnet hatte. Auch ein Selbstbild entstand in Nürnberg. Seine Kupferstiche reichten nach Bewertung durch das Nürnberger Künstlerlexikon qualitativ nicht an seine Schabkunstblätter bzw. Radierungen heran. Anfang der 1670er Jahre entstanden einige Werke von ihm in Prag, bevor er vom Kurfürsten Friedrich Wilhelm von Brandenburg nach Berlin berufen wurde. Dort führte er die Schabkunsttechnik ein und erschuf viele weitere Bildnisse.

## Quelle
Manfred H. Grieb (Hrsg.): Nürnberger Künstlerlexikon, Band 2 (S. 539–1136; H – Pe). München 2007. S. 913. (Online)
Petra Zelenková, Johann Friedrich Leonart and the first mezzotints in Bohemia, in: Ars Linearis VII, Národní galerie v Praze 2017, s. 46–55; 134–138 (https://www.academia.edu/35617697/Johann_Friedrich_Leonart_and_the_first_mezzotints_in_Bohemia_Johann_Friedrich_Leonart_a_po%C4%8D%C3%A1tky_mezzotinty_v_%C4%8Cech%C3%A1ch_in_Ars_Linearis_VII_2017_s_46_55_pp_134_138).